# Bisdom Bjørgvin

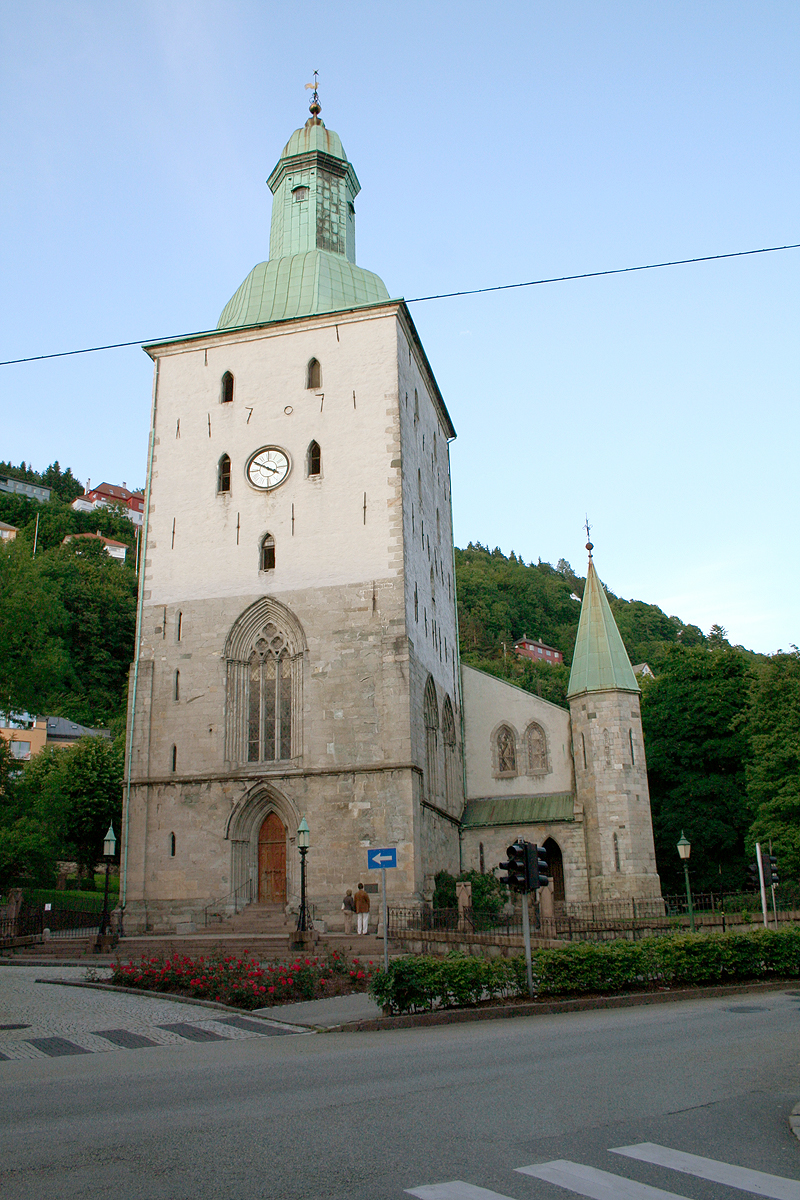
Domkerk in Bergen

Het bisdom Bjørgvin is een bisdom in de Kerk van Noorwegen. Het huidige bisdom geldt als opvolger van het katholieke bisdom dat in de elfde eeuw werd gesticht met zetel in Selje. Die zetel werd in 1170 verplaatst naar Bergen. De Dom van Bergen is de kathedraal van het bisdom.
Het huidige bisdom omvat de fylke Vestland, de provincie die in 2020 ontstond door de fusie van Hordaland en Sogn og Fjordane. Sinds 2009 wordt de bisschopszetel bezet door Halvor Nordhaug.

## Indeling van het bisdom
Het bisdom is verdeeld in 13 prosti (decanaat/proosdij), die weer verdeeld zijn in sogn (parochie/gemeente). Vier prosti liggen in het fylke Sogn og Fjordane, de andere negen in Hordaland.

## Lijst van bisschoppen
- 1536-1557 · Gjeble Pederssøn - eerste Lutheraanse bisschop
- 1557-1582 · Jens Pedersen Schjelderup
- 1583-1607 · Anders Foss
- 1607-1615 · Anders Mikkelsen Kolding
- 1616-1636 · Nils Paaske
- 1636-1649 · Ludvig Hansen Munthe
- 1649-1665 · Jens Pedersen Schjelderup
- 1665-1711 · Nils Envildsen Randulf
- 1711-1716 · Nils Pedersen Smed
- 1716-1723 · Clemens Schmidt
- 1723-1731 · Marcus Müller
- 1731-1747 · Oluf Cosmussen Bornemann
- 1747-1757 · Erik Ludvigsen Pontoppidan
- 1757-1762 · Ole Tiedemann
- 1762-1774 · Frederik Arentz
- 1774-1778 · Eiler Hagerup
- 1778-1779 · Søren Frieldieb
- 1779-1803 · Ole Irgens
- 1803-1816 · Johan Nordahl Brun
- 1817-1822 · Claus Pavels
- 1822-1848 · Jacob Neumann
- 1848-1857 · Peder Christian Hersleb Kjerschow
- 1858-1863 · Jens Matthias Pram Kaurin
- 1864-1880 · Peter Hersleb Graah Birkeland
- 1881-1898 · Fredrik Waldemar Hvoslef
- 1899-1916 · Johan Willoch Erichsen
- 1916-1931 · Peter Hognestad
- 1931-1948 · Andreas Fleischer
- 1948-1961 · Ragnvald Indrebø
- 1961-1976 · Per Juvkam
- 1977-1987 · Tor With
- 1987-1994 · Per Lønning
- 1994-2008 · Ole Danbolt Hagesæther
- 2008-2022 · Halvor Nordhaug
- 2023-heden Ragnhild Jespen